# Renealmia foliifera
Renealmia foliifera är en enhjärtbladig växtart som beskrevs av Paul Carpenter Standley. Renealmia foliifera ingår i släktet Renealmia och familjen Zingiberaceae. Inga underarter finns listade i Catalogue of Life.